# Fondettes
Fondettes is een gemeente in het Franse departement Indre-et-Loire (regio Centre-Val de Loire). De gemeente telde 10.917 inwoners op 1 januari 2022. De plaats maakt deel uit van het arrondissement Tours.
Een bezienswaardigheid is de kerk Saint-Symphorien. Deze gaat terug op een 11e-eeuwse kerk maar de oudste delen van de huidige kerk zijn 13e-eeuws. Het westelijk deel van de kerk werd gebouwd in de 15e eeuw en het bas-reliëf in het portaal is uit de 16e eeuw.

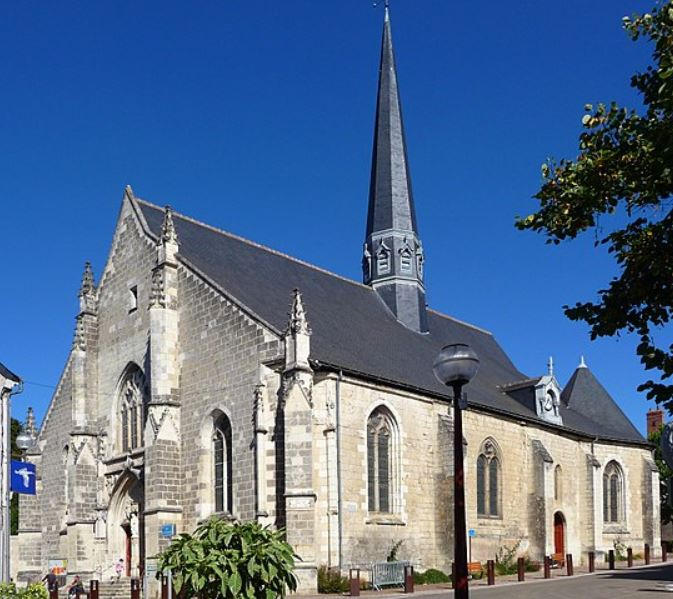
Kerk Saint-Symphorien
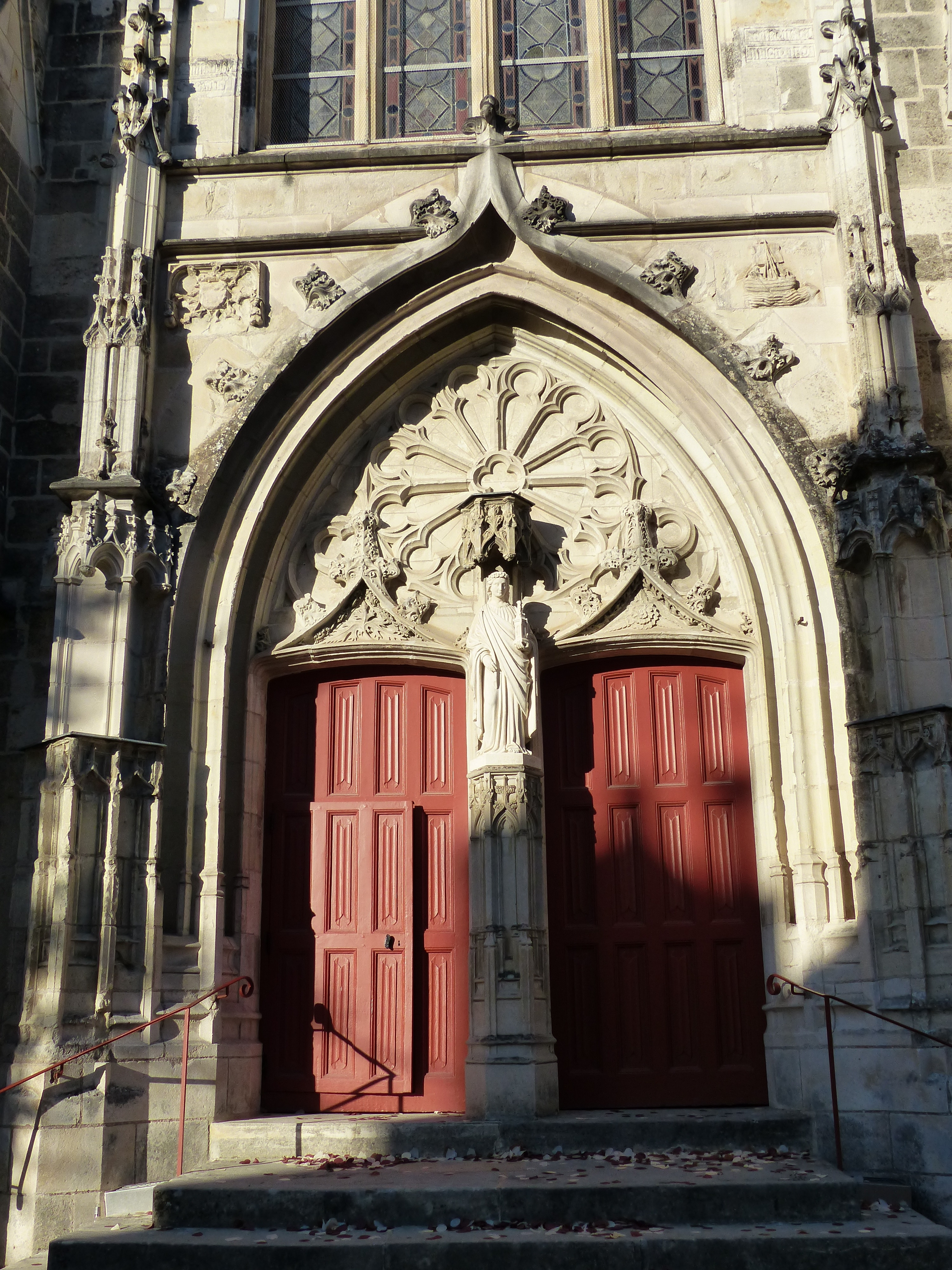
Portaal van de kerk waarop een boot is afgebeeld
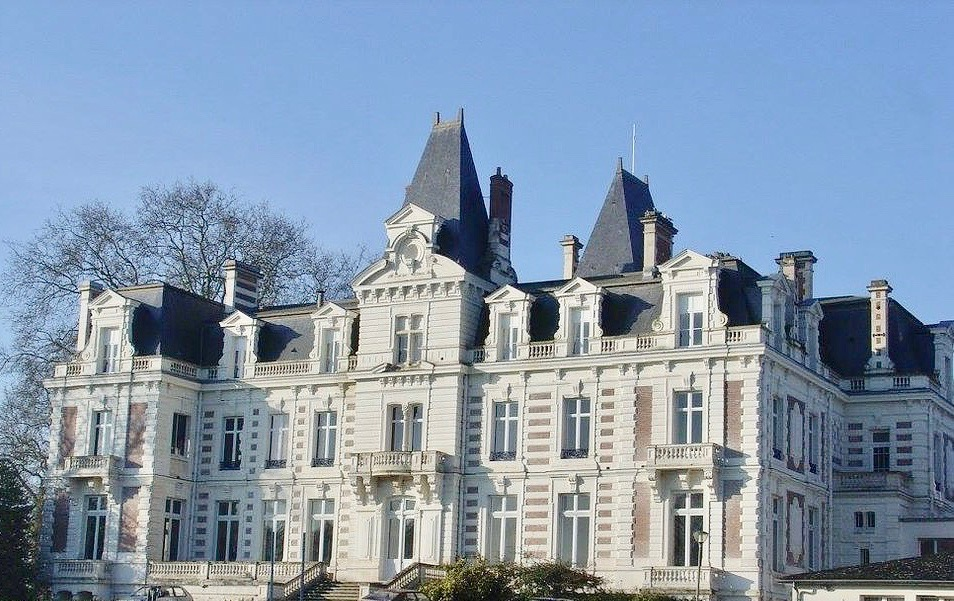
Château de la Plaine
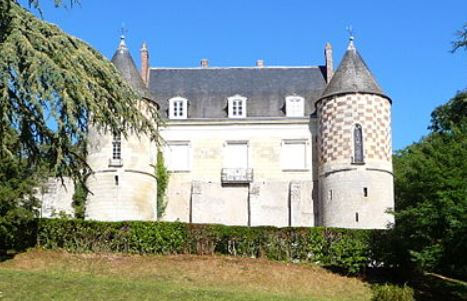
Château de Châtigny
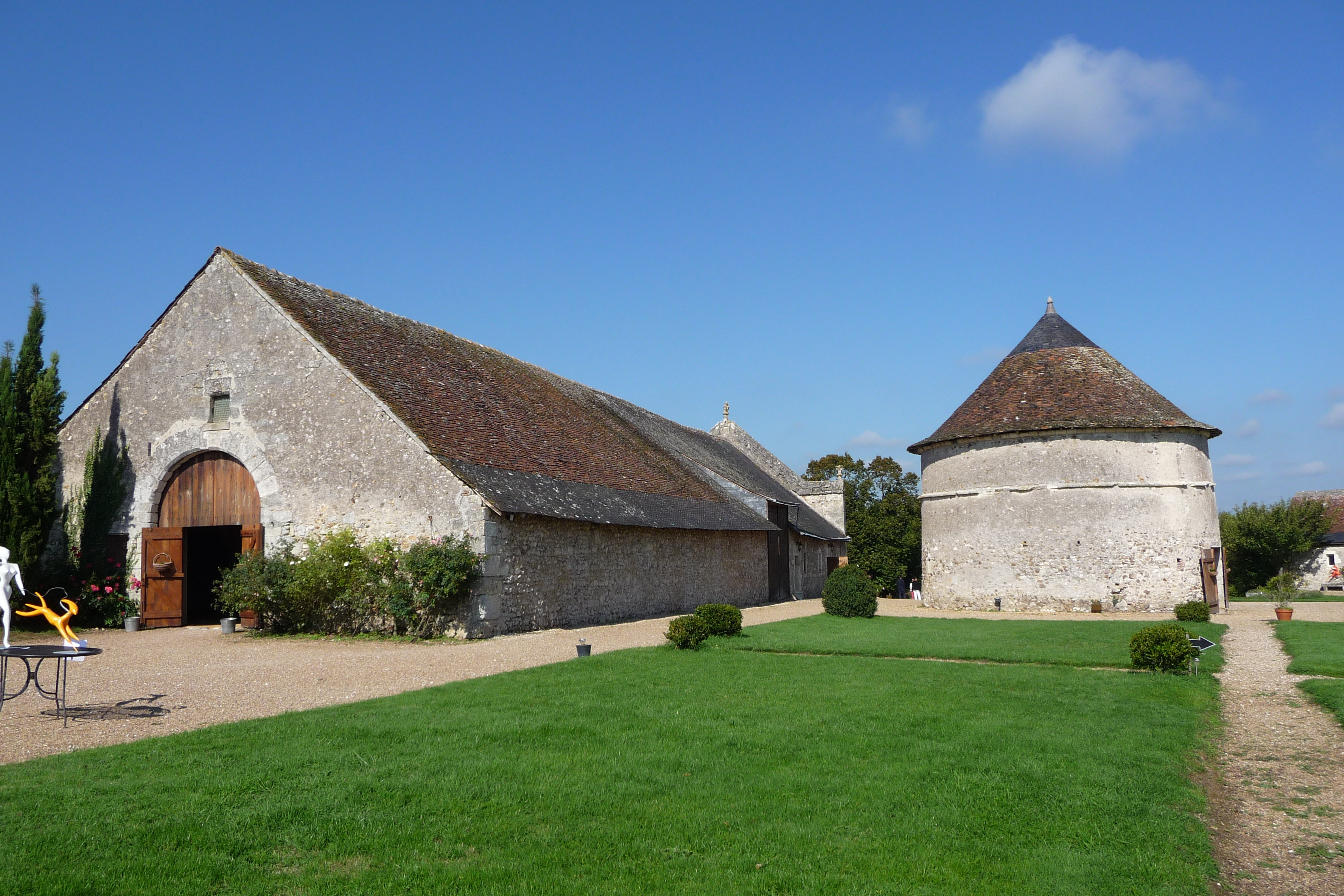
Prieuré de Lavaré
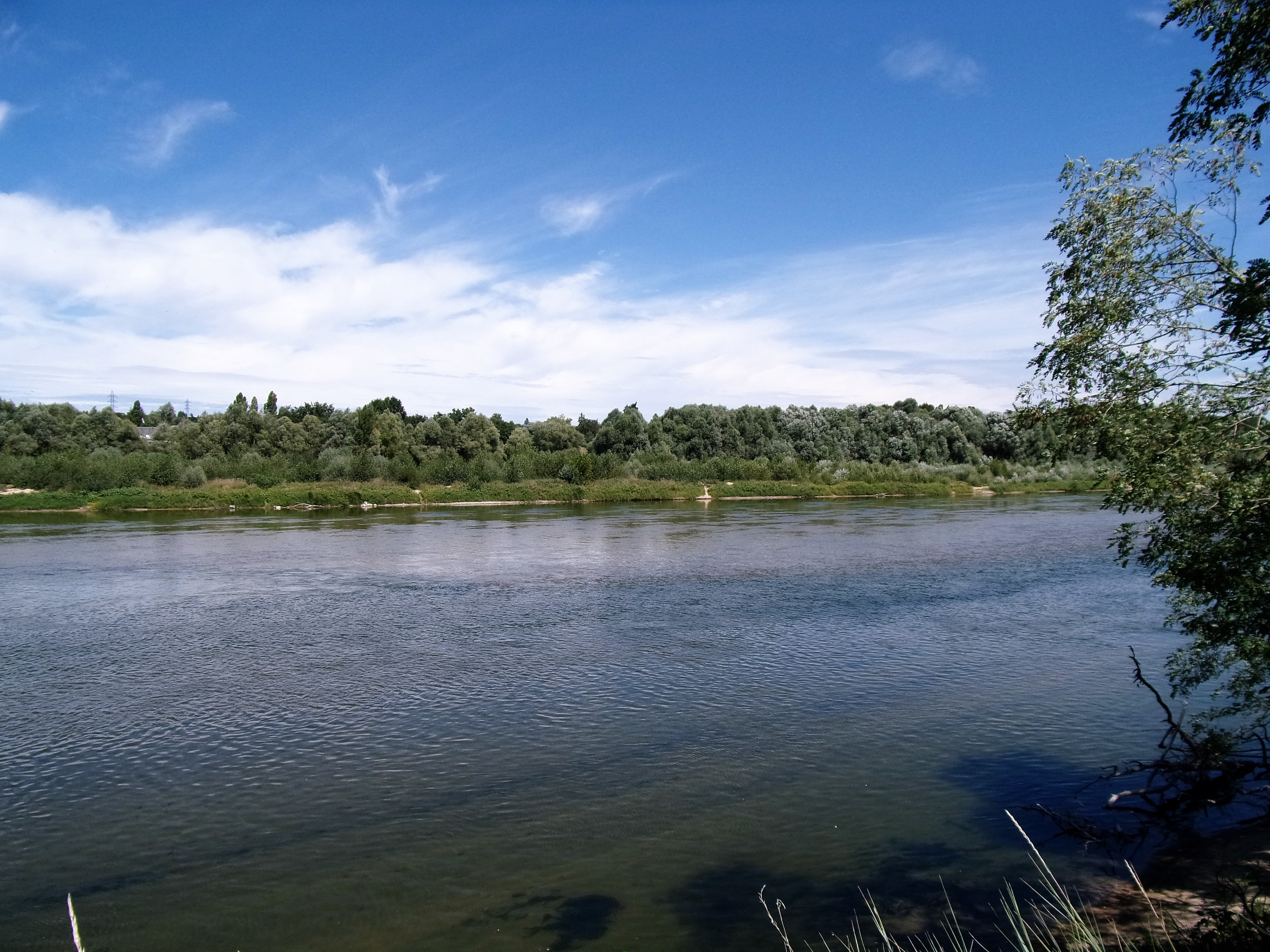
De Loire

## Geografie
De oppervlakte van Fondettes bedroeg op 1 januari 2022 31,83 vierkante kilometer; de bevolkingsdichtheid was toen 343 inwoners per km². De gemeente ligt op de rechteroever van de Loire, ten noordwesten van Tours.
De onderstaande kaart toont de ligging van Fondettes met de belangrijkste infrastructuur en aangrenzende gemeenten.

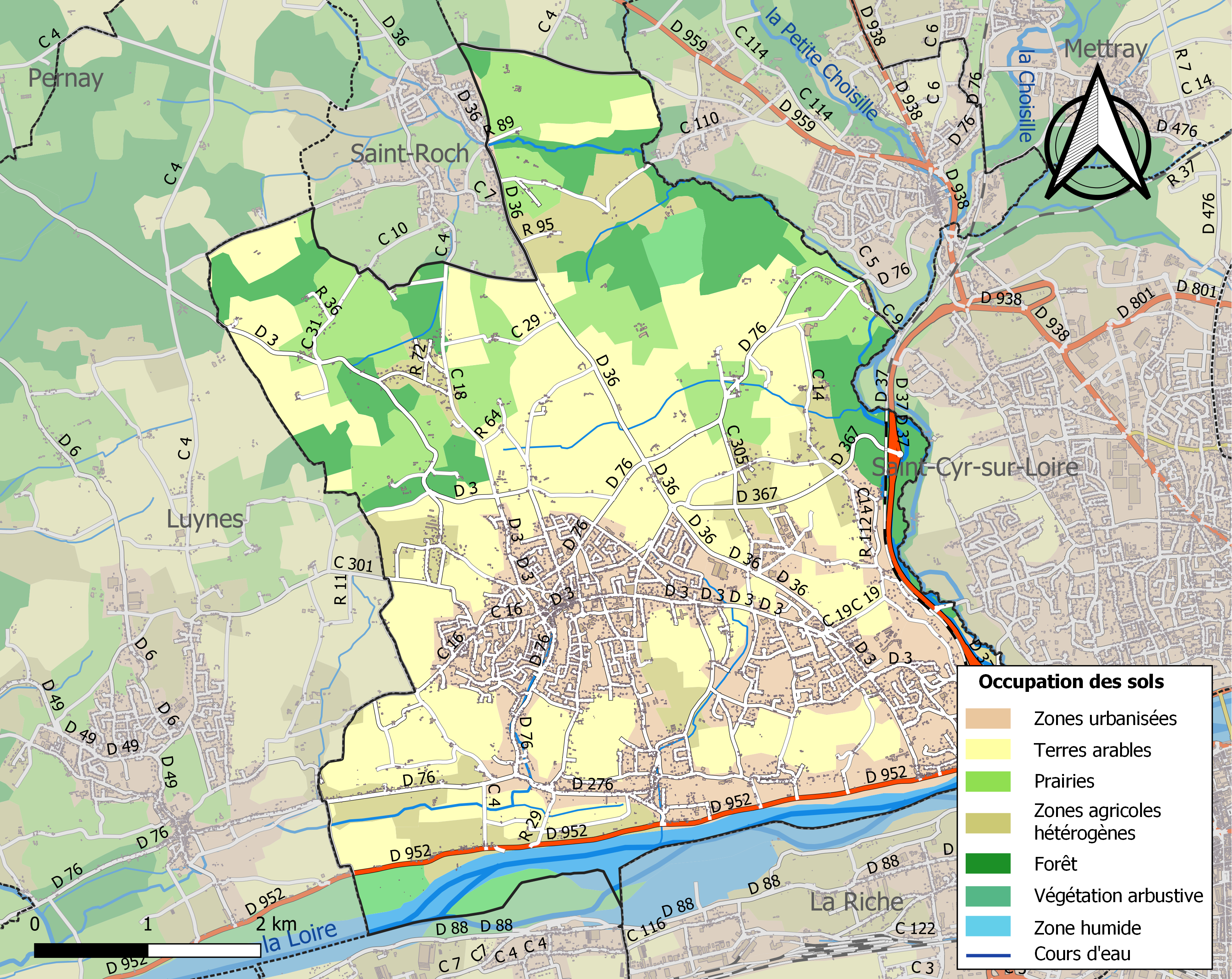

## Demografie
Onderstaande figuur toont het verloop van het inwonertal (bron: INSEE-tellingen).